# Aeródromo de Tamazula
El Aeródromo de Tamazula (Código AFAC: TZA) es un pequeño aeropuerto localizado al este de la villa de Tamazula de Victoria en el estado de Durango, México. Cuenta con una pista de aterrizaje sin pavimentar de 700 metros de largo y 13 metros de ancho. El Aeródromo de Tamazula se encuentra relativamente cercano al Aeródromo Guadalupe Victoria (con dirección de pista 10-28), el cual es de uso privado y sólo están separados por el Río Tamazula; entre ambos aeródromos sólo hay 550 metros de separación en su punto más cercano.
En el Aeródromo de Tamasula tiene su base 1 aeronave de ala fija.

## Accidentes e incidentes
- El 25 de septiembre de 2023 una aeronave Cessna TU206F Turbo Stationair con matrícula XA-TAD operada por Aerotaxis SA de CV que había realizado un vuelo entre el Aeródromo de Tamazula y el Aeródromo de La Galancita para recoger pasajeros, los cuales serían llevados posteriormente al Aeropuerto de Culiacán fue colisionada por una aeronave Cessna TU206G con matrícula XB-PJT operada por la misma empresa y que también operaba un vuelo entre el Aeródromo de Tamazula y el Aeródromo de La Galancita. La primera aeronave ya había sido abordada por los pasajeros y se mantenía en espera para poder despegar mientras la segunda aeronave se encontraba en fase de aterrizaje al momento del impacto, en el cual murieron el piloto y los 4 pasajeros de la primera aeronave y resultó herido el piloto de la segunda, dejando daños irreparables en ambas aeronaves.[3][4][5][6]